# Чемпионат мира по шахматам среди компьютерных программ
Чемпионат мира по шахматам среди компьютерных программ (англ. World Computer Chess Championship, WCCC) является ежегодным чемпионатом, на котором шахматные программы играют друг с другом. Чемпионат проводится Международной ассоциацией компьютерных игр (англ. International Computer Games Association, ICGA). Обычно одновременно с чемпионатом также проходит Компьютерная олимпиада и серии компьютерных турниров по другим настольным играм.

## Результаты чемпионатов
WCCC был открыт для всех типов компьютеров, включая микропроцессоры, суперкомпьютеры, кластеры (группы компьютеров) и выделенные шахматные аппаратные средства.
В 2007 году действовавший чемпион Junior отказался защищать свой титул.
В 2009 году правила изменили, ограничив платформы аппаратными средствами не более восьми ядер, исключив суперкомпьютеры и большие кластеры.
| Событие # | Год  | Место                | Победитель                 |
| --------- | ---- | -------------------- | -------------------------- |
| 1         | 1974 | Стокгольм, Швеция    | Каисса                     |
| 2         | 1977 | Торонто, Канада      | Chess 4.6                  |
| 3         | 1980 | Линц, Австрия        | Belle                      |
| 4         | 1983 | Нью-Йорк, США        | Cray Blitz                 |
| 5         | 1986 | Кёльн, Германия      | Cray Blitz                 |
| 6         | 1989 | Эдмонтон, Канада     | Deep Thought               |
| 7         | 1992 | Мадрид, Испания      | ChessMachine (Gideon)      |
| 8         | 1995 | Гонконг              | Fritz                      |
| 9         | 1999 | Падерборн, Германия  | Shredder                   |
| 10        | 2002 | Маастрихт, Голландия | Deep Junior                |
| 11        | 2003 | Грац, Австрия        | Shredder                   |
| 12        | 2004 | Рамат-Ган, Израиль   | Deep Junior                |
| 13        | 2005 | Рейкьявик, Исландия  | Zappa                      |
| 14        | 2006 | Турин, Италия        | Junior                     |
| 15        | 2007 | Амстердам, Голландия | Zappa*                     |
| 16        | 2008 | Пекин, Китай         | HIARCS*                    |
| 17        | 2009 | Памплона, Испания    | Junior*, Shredder*, Sjeng* |
| 18        | 2010 | Канадзава, Япония    | Rondo*, Thinker*           |
| 19        | 2011 | Тилбург, Нидерланды  | Junior                     |
| 20        | 2013 | Иокогама, Япония     | Junior                     |
| 21        | 2015 | Лейден, Нидерланды   | Jonny                      |
| 22        | 2016 | Лейден, Нидерланды   | Komodo                     |
| 23        | 2017 | Лейден, Нидерланды   | Komodo                     |
| 24        | 2018 | Стокгольм, Швеция    | Komodo                     |
| 25        | 2019 | Макао, Китай         | Komodo                     |

* Программа Rybka, занимавшая в период с 2007 по 2010 годы первые места, была после обвинений в плагиате дисквалифицирована и лишена наград.
В 2020 году чемпионат был отменён из-за коронавируса.

## Чемпионат мира по шахматам среди микрокомпьютерных программ
С 1980 по 2001 год был отдельный цикл чемпионатов (англ. World Microcomputer Chess Championship, WMCCC), ограниченных программами, работавшими на микропроцессорах. Вплоть до 1991 года победителями становились специализированные шахматные программы. После этого победители выигрывали на современных персональных компьютерах. Мероприятия также организовывала ICGA.
16-й WMCCC был тем же самым, что и 9-й WCCC выше.

## Критика
Чемпионат является старейшим соревнованием шахматных программ. Вместе с тем он нередко подвергается критике, как за состав участников, так и за регламент соревнования.
Программа Stockfish, надёжно сохраняющая первое место в рейтингах и других соревнованиях, в чемпионате не участвует. Также в 2019 году не участвовала программа Leela Chess Zero. Это связано с тем, что авторам шахматных программ с открытым кодом труднее организовать поездку, в то время как для коммерческих программ компания-разработчик обычно выступает спонсором. Также авторы Stockfish бойкотируют чемпионат из-за несогласия с действиями организаторов.
Соревнование проводится в полкруга, разыгрывается очень небольшое число партий: каждая программа играет с каждой только один раз (белым или чёрным цветом). Это добавляет существенный элемент случайности в определении сильнейшей программы и снижает статистическую достоверность финальной таблицы.
Несмотря на то, что существуют протоколы UCI и WinBoard, позволяющие шахматным программам соревноваться без участия человека, эти протоколы не используются в WCCC. Вместо этого игра происходит за реальной шахматной доской, а фигуры переставляют операторы, получая указания от программ на мониторе. У операторов с небольшим опытом в турнирных шахматах случаются ошибки (неправильно сделанный ход, падение флага в цейтноте, и т. д.), приводящие к техническому поражению.
В июне 2011 года, организаторы турнира опубликовали расследование, согласно которому программа Rybka, являющаяся на то время победителем чемпионата, использовала исходный код других программ, после чего Rybka была дисквалифицирована. Расследование и действия организаторов после него критикуются за предвзятость, неуместный эмоциональный тон (в том числе руководством FIDE), и отказ на запросы комментариев от шахматного сообщества.